# 锣鼓台石刻群
锣鼓台石刻群，位于中国广东省惠州市博罗县罗阳镇梅花村观音山山顶巨石之上，为一处明代石刻。1985年，列入博罗县文物保护单位。